# Zakazany (film 2019)
Zakazany (robocze tytuły: „Ptak duszy” oraz „Stus”) – ukraiński film biograficzny z 2019 roku w reżyserii Romana Browko.
Kinową premierę na Ukrainie film miał 5 września 2019 roku.

## Fabuła
Na tle historii rozterek i trudności, z którymi mierzyli się ukraińscy dysydenci w okresie od końca lat 1960 do początków lat 1980, film opowiada historię owianej tajemnicą śmierci ukraińskiego poety Wasyla Stusa.
Opowieść w filmie podzielona jest na trzy części. Pierwsza z nich nosi tytuł „Kijów” i opowiada historię Wasyla Stusa jako jednego z radzieckich dysydentów lat 1960. Młody Stus – aspirant w Narodowej Akademii Nauk Ukrainy, poznaje dziewczynę, z którą wybiera się na wieczór literacki pamięci Wasyla Symonenki. Impreza zostaje jednak przerwana przez milicję. Nie godząc się z pozbawianiem Ukraińców praw obywatelskich w ZSRR, Wasyl Stus wraz z podobnie myślącymi towarzyszami rzuca wyzwanie systemowi totalitarnemu. Próbuje mówić o tym, o czym inni milczą. Podczas premiery filmu „Cienie zapomnianych przodków”, w kinie Ukraina, Stus bierze czynny udział w akcji politycznej w związku z aresztowaniem Switlicznego. Za to zostaje wydalony ze szkoły wyższej. Podejmuje pracę jako strażak, ale ostatecznie traci też tę pracę. Stus zaczyna pisać poezję, w której znajduje ucieczkę i medium dla poglądów. Jednak i na to nie przyzwalają sowieckie władze. Wkrótce potem Stus jest świadkiem samospalenia Wasyla Makuchy. Doświadczenie to motywuje go do intensyfikacji działań na rzecz praw obywatelskich Ukraińców.
W tej części filmu przedstawiono wiele portretów działaczy z lat 1960., najwięcej uwagi poświęca artystce Ałła Horska.
Druga część filmu („Sąd”) rozpoczyna się sceną ze słynnej rozprawy sądowej Stusa z 1980 roku. W procesie uczestniczy wielu przypadkowych i rzekomych (podstawionych) świadków, których on sam nigdy nie spotkał. W tej części najwięcej uwagi poświęcone jest jednemu z nich, któremu nadano nazwisko Szarikow, jako nawiązanie do „Psiego serca” Bułhakowa. Chronologiczny zarys filmu bywa przerywany jest wstawkami i wspomnieniami. Wplecione są też historyczne kroniki filmowe z lat 1950. i 1970., ukazujące ludność sowiecką na ulicach Kijowa. Zabieg ten tworzy wrażenie historycznie autentycznego kina.
Trzecia – i najdłuższa – część filmu nosi tytuł „Wiara”. Ukazuje ona osadzenie Wasyla Stusa w obozie permskim specjalnego reżimu VS-389/36 we wsi Kuczino, w obwodzie permskim do ostatnich dni jego życia. Ta część częściowo przedstawia wydarzenia opisane w książce o tym samym tytule co film, której autorami są autorzy scenariusza filmu. Bohater – Wasyl Stus – opisuje swoje doświadczenie osoby pochodzącej z Donbasu, która pracuje jako nauczyciel języka ukraińskiego w Gorłówce gdzie doświadcza i obserwuje dyskryminację języka ukraińskiego w Ukraińskiej SRR. Pomimo ciągłej presji i gróźb, motywuje to Stusa do niezaprzestania walki i kontynuacji działań nawet na zesłaniu do obozu. Film przedstawia prawdziwą historię niepokonanego poety, historię miłości i zdrady, godności i podłości człowieka. Jednocześnie dużo uwagi poświęcono w filmie operacji specjalnej KGB, kiedy pułkownik Wira Cholod (postać fikcyjna) próbuje namówić Stusa do napisania listu przyznającego się do własnych błędów. Miało to na celu oczywistą dyskredytację wszystkich działań poety, oraz zapobiegnięcie nominowania go przez Ukraińską diasporę i migrację do pokojowej Nagrodę Nobla w 1985 r. Zwiększyłoby to szanse otrzymania nagrody przez I sekretarza KC KPZR Michaiła Gorbaczowa. Jednocześnie szef obozu Żurawlow ma własne plany co do Stusa.
Ze wszystkich części filmu, w ostatniej szczegółowo przedstawiono historię relacji Wiry Cholod – pułkownik KGB, ze Stusem. Ich rozmowy stanowią główną osnowę historii. Jest to także próba pokazania miłości i cierpienia ludzi. Ale uparty poeta stoi na drodze ich miłości. W szczególności za odmowę zawarcia porozumienia z władzami sowieckimi i przyznanie się do błędów, ostatni zbiór poezji Stusa „Ptak duszy” nie trafia do publikacji. Na oczach poety kagiebista niszczy kartkę ze zbiorem rękopisów poety. Film przedstawia również miłosną tragedię, kiedy szef kolonii major Żurawlow zabija swojego kochanka, lejtnanta Kuzniecowa.
Jeśli pierwsza połowa filmu jest stosunkowo jasna, nostalgiczna, impulsywna, druga połowa jest posępna, psychologiczna, pełna akcji. W pierwszym – panteon lat sześćdziesiątych, które przeciwstawiają się anonimowym siłom reżimu. Po drugiej stronie barykad – Stus ze zbiorowym portretem więźniów politycznych (prawie w duchu sowieckiej „przyjaźni narodów”: Ukrainiec Łewko Łukjanenko, Rosjanin Leonid Borodin, Ormianin Hakobyan), z drugiej – jaskrawo malowane portrety obozowe przywódcy i „goście z Kijowa „Wiry Cholod, gdzie dochodzi do konfrontacji, która dodatkowo podsyca spisek”, powiedziała Anastasia Kaniwec.

## Tytuł
Początkowo film miał nosić tytuł „Ptak duszy” – jak ostatni zbiór wierszy Stusa. Jednak w okresie prac nad filmem postanowiono zmienić tytuł na „Stus”, co miało podkreślić osnowę fabuły na życiu i śmierci legendarnego ukraińskiego poety i dysydenta Wasyla Stusa. W dalszym toku pracy tytuł zmieniono ponownie na „Zakazany”. Według Kina Państwowego (Ukrainy), zespół kreatywny produkcji dokonał tej ostatniej zmiany, żeby jednak podkreślić, że film jest więcej niż biografią Stusa, ale obrazem czasów i personifikacją szerszego doświadczenia dysydentów ukraińskich przeciwko totalitarnemu reżimowi Związku Radzieckiego.

## Obsada
W rolach głównych:
- Dmitro Jaroszenko – jako Wasyl Stus,
- Diana Rozowljan – jako Walentyna Popeljuż, żona Wasyla Stusa,
- Ewgenia Gladij – jako płk. Wira Cholod, agentka KGB,
- Miroslawa Filippowicz,
- Karina Szerewerowa – jako Ałła Horska, dysydentka z lat 1960, aktywistka na rzecz niepodległości Ukrainy,
- Roman Halaimow – jako Wiktor Medwedczuk[5],
- Oleg Maslennikow – jako mjr Wołodimir Żurawliow – naczelnik obozu,
- Denis Rodnianski – jako,
- Witalij Salij – jako lejtnant Kuzniecow – pracownik obozu.

## Zespół
Reżyserem filmu jest Roman Browko.
Scenariusz napisali Sergiej Dzuba, oraz Artem Kirsanow.
Producentem jest Artem Denisow.
Zdjęcia: Konstantin Ponomariew.
Muzyka: Oleksandr Soszalski.

## Produkcja

### Budżet
Projekt filmu został jednym z laureatów X Konkursu Kina Państwowego. 18 grudnia 2017 r. Państwowa Agencja Ukrainy ds. Kina podpisała umowę z UM-GROUP na zapewnienie państwowego wsparcia finansowego dla filmu „Ptak duszy”. Agencja przeznaczyła 19,05 mln hrywien. Cały budżet filmu wyniósł 38,1 mln hrywien.

### Preprodukcja
Przez okres trzech miesięcy poprzedzających rozpoczęcie zdjęć (tj. 30 kwietnia 2018 r.) ekipa filmowa dokonała preprodukcyjnych przygotowań. Polegały one na kwerendzie i przeprowadzeniu wywiadów z żyjącymi świadkami wydarzeń, m.in. Iwanem Drachem, Łewkiem Łukjanenką, czy Margaritą Dowhan. Podjęto też probę współpracy z synem poety Dmitrem Stusem. Pomimo nalegań reżysera filmu, Ditro Stus odmówił współpracy. Reżyserowi zależało m.in. na otrzymaniu od krewnych poety prawa dla producenta filmu do wykorzystywania wierszy, cytatów i nazwiska Stus. Według reżysera filmu, Dmitro Stus udzielił takiej zgody, ale pod warunkiem, że „nie należy go już na próżno wspominać, bo ma już dość tego całego skandalu” [z włączeniem sceny sądowej do adwokat poety Wiktor Medwedczuk].

## Dystrybucja
Premiera filmu miała się odbyć 28 lutego 2019 roku, jednak w grudniu 2018 r. UFD (dystrybutor filmu) bez wyjaśnienia usunął film z harmonogramu premier. W kwietniu 2019 r. okazało się, że data premiery została zmieniona na 5 września 2019 r. Zmienił się też dystrybutor filmu z UFD na B&H.
Telewizyjna premiera filmu odbyła się 28 listopada 2020 roku na kanale telewizyjnym 1+1.

## Nagrody
Nagrody:
- 2019: Najlepszy Film Pełnometrażowy na Dream City – Międzynarodowy Festiwal Filmowy w Równem,
- 2020: Najlepszy Aktor – Międzynarodowy Festiwal Filmowy w Kijowie.

Nominacje:
- 2019: nominacja w kategorii Najlepszy Ukraiński Film Fabularny – Międzynarodowy Festiwal Filmowy BRUKIVKA,
- 2020: nominacja w międzynarodowym konkursie filmów fabularnych – Festiwal Filmowy NNW,
- 2020: nominacja nagrody publiczności – Złoty Dziga.